# Combat de fons
Combat de fons (títol original: The Main Event) és una pel·lícula estatunidenca dirigida per Howard Zieff, estrenada l'any 1979. Ha estat doblada al català.

## Argument
Hillary Kramer, la rica hereva d'una fàbrica de perfums, s'assabenta, de sobte, que l'únic patrimoni que li queda és un contracte amb el boxejador Kid Natural. Decidida a recuperar part de la seva fortuna, el visitarà. Quan descobreix que el famós boxejador és un faldiller i que no ha pujat a un ring des de fa anys, s'ensorra, però la seva desesperació augmenta en comprovar que al púgil li interessa més l'administració de la seva autoescola que la seva carrera boxística.

## Repartiment
- Barbra Streisand: Hillary Kramer
- Ryan O'Neal: Eddie "Kid Natural" Scanlon
- Paul Sand: David
- Whitman Mayo: Percy
- Patti De Arbanville: Donna
- Caigut Caigut Malave: Luis
- Richard Lawson: Hector Mantilla
- James Gregory: Gough